# Hortense Félicité de Mailly
Hortense Félicité de Mailly-Nesle, Mademoiselle de Chalon, marquise de Flavacourt (1715 – 1799) è stata una cortigiana francese, una delle cinque famose sorelle de Nesle, quattro delle quali sarebbero diventate amanti del re Luigi XV di Francia.
A differenza di ciascuna delle sue quattro sorelle, non divenne mai l'amante del re, sebbene fosse spesso oggetto di speculazioni.

Stemma De Mailly

## Vita
Hortense Félicité era figlia di Louis de Mailly, marchese de Nesle et de Mailly, Prince d'Orange (1689 - 1767) e Armande Félice de La Porte Mazarin (1691 - 1729). Aveva quattro sorelle, Louise Julie de Mailly, Pauline Félicité de Mailly, Diane Adélaïde de Mailly e Marie-Anne de Mailly.
Hortense Félicité de Mailly-Nesle sposò François-Marie de Fouilleuse, marchese de Flavacourt, nel 1739. Il matrimonio fu infelice.

### Dama di compagnia
Fu nominata dame du palais alla regina Marie Leszczynska nel 1742, lo stesso anno in cui sua sorella Marie Anne de Mailly divenne l'amante ufficiale del re.
La sua nomina a dama di compagnia aveva uno stretto legame con la caduta di sua sorella Louise Julie come favorita reale e la successione di sua sorella Marie Anne a quella posizione.
Il 13 settembre 1742, Amable-Gabrielle de Villars, precedentemente Lady of the Palace, fu promossa a Lady of atour, e ci fu quindi un posto vacante tra le dame di compagnia della regina. La recentemente scomparsa Françoise de Mazarin, un'amica personale della regina, poco prima della sua morte aveva desiderato un posto per la sua nipote preferita Marie Anne de Mailly per mettere in imbarazzo Louise Julie de Mailly, che detestava. La regina stessa chiese che il posto vacante fosse assegnato a Marie Anne de Mailly, e, con la mediazione di d'Argenson, Marie Anne si assicurò l'approvazione del re per la sua candidatura a questo incarico come lady of the palace.
Parallelamente, Marie Anne persuase Louise Julie a scrivere al cardinal Fleury e a rassegnare le dimissioni dal proprio incarico di "dame de palais" a favore della sorella Flavacourt convincendola che il re desiderava favorire le sue sorelle per il bene di Louise Julie. Ha acconsentito, anche se ha rassegnato le dimissioni a condizione di essere compensata con l'incarico di dame d'atours alla corte del prossimo  dauphine. Quando il cardinale Fleury ha ricevuto la sua richiesta di dimissioni, l'ha chiamata e l'ha avvertita del pericolo che avrebbe rappresentato per la sua posizione, e Jean-Frédéric Phélypeaux , Conte di Maurepas la avvertì anche: “Madame, lei non conosce sua sorella, de la Tournelle [Marie Anne]; quando le consegnerai il tuo ufficio, potresti aspettarti il tuo licenziamento dalla Corte”. Louise Julie, tuttavia, ha rifiutato di sospettare che le sue sorelle complottino contro di lei o di ritirare le sue dimissioni, e dopo che le sue dimissioni furono accettate, accompagnò le sue sorelle Marie Anne de Mailly e Flavacourt dal re e dalla regina per offrire la gratitudine di se stessa e delle sue sorelle per le loro nuove nomine. Sebbene il la regina ha ritirato la sua approvazione, Marie Anne è stata nominata alla carica il 19 settembre, e il giorno successivo, il cardinale Fleury ha rifiutato il futuro incarico compensativo di Louise Julie come "dame d'atours" di la delfina. Marie Anne si era così assicurata un posto a corte e aveva privato Louise Julie del suo.
Secondo quanto riferito, Marie Anne de Mailly si sentì minacciata da sua sorella Madame de Flavacourt, che prese le distanze da lei e che quindi sospettava di avere l'ambizione di sostituirla come amante reale, e sospettava che la regina cercasse di disturbare il suo rapporto con il re presentando una rivale alla sua posizione. Flavacourt è stata infatti spesso oggetto di speculazioni sul fatto che sarebbe diventata l'amante del re o meno. In realtà, però, non desiderava diventare un'amante reale e voleva solo godere della sua posizione di cortigiana perché le dava l'indipendenza dalla moglie: una volta disse al ministro della guerra, conte d'Argensson, che desiderava per lei marito da promuovere, perché altrimenti avrebbe lasciato l'esercito e sarebbe tornato da lei, prospettiva che si lamentava. Secondo quanto riferito, suo marito avrebbe minacciato di ucciderla se fosse diventata l'amante del re come le sue sorelle.

### Vita successiva
Nel 1766 si ritirò come dama di compagnia, ma continuò a frequentare la corte assente dall'ufficio fino al 1774. Fu richiamata a corte nel 1792 per partecipare alla lettura delle memorie del suo parente Cardinal Richelieu.
Hortense Félicité de Mailly-Nesle fu imprigionata durante il regno di Robespierre, ma si comportò con un umorismo calmo davanti alla corte che, secondo quanto riferito, la salvò dall'esecuzione: fu imprigionata nell'Abbazia di Oiseaux, ma rilasciata nel 1794.

## Rappresentazione nella narrativa
Hortense Félicité è uno dei personaggi centrali di "Le sorelle di Versailles" di Sally Christie (Simon&Schuster 2015), un romanzo su Luigi XV e le famigerate sorelle Mailly-Nesle.